# Mannar (miasto)
Mannar (syng. මන්නාරම, tamil. மன்னார்) – miasto w Sri Lance, w prowincji Północna.